# خانه حسن اخوان
خانه حسن اخوان مربوط به دوره قاجار است و در شهرستان فومن، شهرک تاریخی ماسوله واقع شده و این اثر در تاریخ ۲۵ اسفند ۱۳۸۰ با شمارهٔ ثبت ۵۲۵۵ به‌عنوان یکی از آثار ملی ایران به ثبت رسیده است.